# Mathilde Kralik

Mathilde Kralik am 29. März 1912

Mathilde Kralik (bis 1919 Mathilde Aloisia Kralik von Meyrswalden; * 3. Dezember 1857 in Linz; † 8. März 1944 in Wien) war eine österreichische Komponistin aus der Familie Kralik von Meyrswalden.

## Biografie

### Kindheit und Familie
Mathilde Aloisia Kralik von Meyrswalden war eine Tochter des böhmischen Glasindustriellen Wilhelm Kralik von Meyrswalden (1807–1877) aus Eleonorenhain. Sie war viertes von fünf Kindern aus zweiter Ehe mit Louise geb. Lobmeyr. Mit ihrem Bruder Richard Kralik von Meyrswalden, dem Historiker und Kulturpolitiker, fühlte sie sich geistesverwandt. Ihren Kompositionen lagen oft Gedichte und Hymnen des Bruders zugrunde. Mathilde erhielt Privatunterricht bei Musikpädagogen; einen bezahlten Beruf übte sie nie aus.

### Ausbildung
Mathilde Kralik war Schülerin von Anton Bruckner, Franz Krenn und Julius Epstein. In dem von Bruckner als Notizbuch benutzten Kalender aus dem Jahr 1876 findet sich für den 11. Mai der Eintrag „Frl. Mathilde Kralik ...Privatschülerin“. Sie bestand 1876 die Aufnahmeprüfung für das Konservatorium der Gesellschaft der Musikfreunde und wurde in den 2. Jahrgang der Kompositionsklasse von Franz Krenn aufgenommen. Sie absolvierte das unter damaliger Leitung von Joseph Hellmesberger senior stehende Konservatorium in den Jahren 1876 bis 1878. Vom großen Lehrangebot des Konservatoriums belegte Mathilde Kralik außer den Kursen II und III im 3. Jahrgang zusätzlich Musikgeschichte.
Die Jahresabschlüsse gelangen ihr mit Auszeichnungen. So erhielt sie im ersten Jahr (nach Absolvierung des 2. Jahrgangs) den 2. Preis für das Scherzo ihres Klavierquintetts. Nach Beendigung des 3. Jahrgangs erhielt sie den 1. Preis für ihre Abschlussarbeit, Intermezzo aus einer Suite, das sie selbst beim „Concurs der Ausbildungsschule für Komposition“ am 2. Juli 1878 als 20-Jährige dirigierte. Bei diesem Wettbewerb wurden noch weitere sechs Kandidaten aus ihrer Kompositionsklasse geprüft, es waren: Gustav Mahler, Hans Rott, Rudolf Pichler, Rudolf Krzyzanowski, Ernst Ludwig und Katharina Haus. Kralik erhielt (wie Mahler auch) einen 1. Preis. Sie verließ das Konservatorium mit dem Diplom in Komposition und der „Silbernen Gesellschaftsmedaille“.

Notendeckblatt zum Trio, komponiert im Jahr 1880, gedruckt im Jahr 1897 bei Gutmann

### Wirken und gesellschaftliches Leben
Im April 1894 und im selben Monat 1895 fanden musikalisch-deklamatorische Frauenabende im Brahms-Saal des Musikvereins statt, bei denen Werke von Kralik gespielt und gesungen wurden. In einem Konzert des Quartetts Duesberg wurde in der Saison 1898/99 ihr Klaviertrio in F-Dur vorgestellt. Diese Komposition gab sie beim Verleger Albert Gutmann in Druck. Einen Höhepunkt stellte das von Josef Venantius von Wöss am 12. Januar 1900 im Großen Musikvereinssaal veranstaltete geistliche Konzert dar, bei dem Mathilde Kraliks Werk Die Taufe Christi nach einem Gedicht von Papst Leo XIII. für Solo, Chor und Orchester sowie die Weihnachtskantate für vier Solostimmen, Chor und Orchester zur Aufführung kamen. Für Maria Theresia Ledóchowskas Stück, Die Heilige Odilia, komponierte Kralik 1906 Chöre und Lieder.

Mathilde Kralik im Jahr 1880

Sonntags fanden oft nachmittags in ihrem Haus in der Weimarer Straße (Wien-Döbling) Privatkonzerte statt. Das Zusammenwirken von Bruder Richard und Schwester Mathilde erstreckte sich auch auf das Gebiet der Oper. Ihr Erstling war die dreiaktige Märchenoper Blume und Weißblume, deren Libretto Bruder Richard nach dem Volksbuch Flos und Blankflos geformt hatte. Mathilde Kralik war wie viele ihrer Kolleginnen auch, im Vereinsleben aktiv: Als Ehrenpräsidentin des Damenchorvereins Wien, der Wiener Bachgemeinde, des Österreichischen Komponistenbundes, des Vereins der Schriftsteller und Künstler Wiens und des Klubs der Wiener Musikerinnen. Im letztgenannten Klub traf sie häufig mit der Komponistinnen Vilma von Webenau und Maria Bach sowie Alma Mahler zusammen. Mit Vilma von Webenau verband sie eine enge Freundschaft. Aus einem Brief an ihren Bruder Richard aus dem Jahr 1903 beschreibt sie Vilma bei einer Beerdigung als ihre „Begleiterin“.
Weiterhin hatte Mathilde Kralik Kontakt zur Schriftstellerin und Frauenrechtlerin Rosa Mayreder. Am 13. Mai 1936 schreibt sie ihr einen Brief: „Sehr verehrte Frau, Ich bin entzückt von Ihren herrlichen Sonetten, die gleicherweise formvollendet und gedankentief und so reich an Sprachschönheit sind, daß sie schon die Musik in sich tragen ...“ Am 3. Oktober 1905 starb ihre Mutter mit 74 Jahren. Der Tod ihrer Mutter erschütterte die zu diesem Zeitpunkt 48-jährige Mathilde Kralik schwer, sie reagierte mit einer halbjährigen Stagnation ihres Schaffens. Ab 1912 lebte die bis dahin alleinstehende Komponistin mit Dr. Alice Scarlates (1882–1958) gemeinsam in der Wohnung Weimarer Str. 89 in Wien. Über ihre Lebensgefährtin findet sich in ihrem Werk keine Spur. In ihrem Testament vom 31. Juli 1934 wird die „langjährige Freundin ... die Freud und Leid“ mit ihr geteilt habe, als Haupterbin ihres Nachlassvermögens eingesetzt.
Als Höhepunkt ihrer Aufführungen sind die Präsentationen ihrer Märchenoper Blume und Weißblume in den Jahren 1910 in Hagen/Westfalen und 1912 in Bielitz/Schlesien zu werten. Popularität erreichte diese Oper nicht nur durch diese beiden Aufführungen, sondern auch als sensationsträchtige Plagiatsgeschichte in der Presse. Der ehemalige Kapuzinerfrater Nicasius Schusser (ehemaliger Pförtner des Franziskanerklosters zu Falkenau) schrieb eine Oper Quo vadis, in der er 52 Seiten aus der Oper Blume und Weißblume notengetreu übernahm. Kralik reagierte daraufhin in der Presse, verzichtete jedoch auf gerichtliche Schritte gegen Schusser. Kralik war bis ins hohe Alter tätig, als 80-Jährige nahm sie noch an einem Konzert „musikschaffender Frauen“ teil, gemeinsam mit Künstlerinnen wie Johanna Müller-Hermann, Friederike Karger-Hönig, Emma von Fischer, Lise Maria Meyer und Juli Reisserova. Sie wurde am Wiener Zentralfriedhof bestattet.

Mathilde Kralik im Jahr 1883

### Wiederaufführungen Wien und Linz
2019 erklangen Werke von Mathilde Kralik in einem Konzert an der Universität für Musik und darstellende Kunst Wien, das im Rahmen von Europride stattfand und der Musik von Ethel Smyth und ihrer „queer contemporaries“ gewidmet war.
Am 18. September 2021 interpretierten das Female Symphonic Orchestra Austria unter der Leitung von Silvia Spinnato, Francesco Dego (Violine), Jacquelyn Wagner (Sopran) und Magdalena Hasibeder (Orgel) im Brucknerhaus Linz das Konzert für Violine und Streichorchester d-moll (1936–37) und die Sinfonie f-moll (1902–03, rev. 1942).
Für das 2. Neujahrskonzert der Komponistinnen im Wiener Ehrbar Saal am 1. Januar 2025 wurde Kraliks Walzer Neues Wiener Journal 1930 angekündigt. Es spielt La Philharmonica, ein Kammerensemble bestehend aus weiblichen Mitgliedern der Wiener Philharmoniker.

## Werke

Lieder mit Text, Noten 1884

### Lied mit Instrumentalbegleitung
(Auswahl aus 20 Werken)
- Herbstgefühl, Text J. W. v. Goethe, 1892
- Phantasie in e-Moll (Singstimme, Klavier, Violine), Text Kurt Erich Rotter aus Sterbende Träume, 1928

### Lied mit Klavier
(Auswahl aus 116 Werken)
- Lauretanische Litanei, Text von Bruder Richard, 1898
- Der Rosenkranz, Text von Bruder Richard, 1898
- Die Liebesbrücke, Ballade, Text von Bruder Richard, 1896
- Kaiserin Zita Lied, Text Heinrich Ritter von Turzansky, 1918
- Vivat Österreich, Text Joseph von Eichendorff, 1908
- Dragonerlied, Text Theodor Lehnstorff, 1914

### Opern
- Blume und Weißblume, Märchenspiel in 3 Akten. Mit Text ihres Bruders Richard, nach dem Volksbuch Flos und Blankenflos. Aufführungen am 13. Oktober 1910 im Stadttheater Hagen/Westfalen und am 29. Oktober 1912 in Bielitz/Schlesien.
- Unter der Linde, Lyrische Oper in einem Akt mit Text ihres Bruders Richard. Die Oper blieb unaufgeführt.
- Der heilige Gral, Musik zur dramatischen Dichtung ihres Bruders Richard in 3 Aufzügen. Premiere 1912.

### Oratorien

Plakat zur Uraufführung des Oratoriums von Mathilde Kralik 1933

- Pfingstfeier, ein liturgisches Oratorium. Text P. W. Schmidt 1925/1926
- Der heilige Leopold, mit Text ihres Bruders Richard. Premiere in Klosterneuburg, Stiftskellersaal am 10. Dezember 1933.

### Orchesterwerke
- Fest-Ouverture in G-Dur, Januar 1897
- Hymnische Sinfonie in f-Moll mit Sopranstimme (1903, Rev. 1942)
- Fest-Ouverture Karl der Große in Wien, Juni 1906

### Orchester mit konzertierenden Instrumenten
- Violinkonzert in d-Moll (1. Satz 1937, 2. Satz im Dez. 1936)

### Solowerke: Klavier
- Reigen, Januar 1882
- Klaviersonate f-Moll (1. Satz, quasi Rhapsodie) 1895
- Präludium, Passacaglia und Fugato
- Polonaise
- Schubert-Huldigungsmarsch 1928. s’gibt nur a Schubert Stadt – s’ gibt nur a Wean

### Solowerke: Orgel
- Interludium
- Festmarsch, 1907
- Offertorium in E-Dur, 1907

### Vokalmusik (A cappella)
(Auswahl aus 23 Werken)
- Der Geist der Liebe, nach Text von Nathalie Herzogin von Oldenburg, 1903
- Der Frühling zieht ein, Musik und Text
- Frau Nachtigall, 1931

### Kammermusik
- Sonate (Violine und Klavier), 1878
- Trio (Klavier, Violine und Cello), 1880
- Fantasie (Klavier, Cello), Januar 1929
- Sonett (Klarinette, Fagott, Horn) 1912
- Deutsche Tänze aus der Ostmark (2 Klarinetten, Cello, Viola) 1943

### Messen (Offertorien usw.)
(Auswahl aus 25 Werken)
- Messe in B-Dur (Introitus, Graduale, Offertorium, Communio), 1903
- Ave Maria, 4-stimmiger Frauenchor, 1936
- Du sonnige wonnige Welt, (4st. gem. Chor, Solo, Klavier) Text: F. W. Weber

### Kantate
- Volkes Wacht (die Wacht an der Donau), Festgesang, Soli und Chor mit Text ihres Bruders Richard 1907/1908

### Melodram (Sprechstimme u. Klavier)
(Auswahl aus 9 Werken)
- Lukas, der Arzt, mit Text ihres Bruders Richard, 1895
- Prinzesslein im Vierblattklee, Text von E. Reimer-Ironside, Juni 1912
- Jean D'Arc's Todesweg, Text von Alice Freiin von Gaudy, 1920